# 204-я стрелковая дивизия (1-го формирования)
204-я стрелковая дивизия — воинское соединение РККА, принимавшее участие в Великой Отечественной войне.
Сокращённое наименование — 204 сд.

## История формирования
204-я стрелковая дивизия начала формироваться 5 октября 1941 года в селе Черемхово, Ивановского района Амурской области в составе 2-й Краснознамённой армии Дальневосточного фронта на основании приказа Народного Комиссара Обороны СССР № 0093 от 3 октября 1941 года.
Дивизия была сформирована по штатам № 04/600 от 29 июля 1941 года, численность 11500 человек. Основным костяком дивизии стал кадровый состав 3-й и 12-й кадровых стрелковых дивизий. Дивизия была сформирована в течение месяца и в течение восьми месяцев занималась боевой и политической подготовкой.
1 марта 1943 года, за успешные боевые действия, стойкость и героизм в борьбе с немецко-фашистскими захватчиками 204-я стрелковая дивизия была преобразована в 78-ю гвардейскую стрелковую дивизию.

## Участие в боевых действиях
Период вхождения в действующую армию: 27 июля 1942 года — 5 февраля 1943 года.
10 июля 1942 года дивизия получила приказ отмобилизоваться, первые эшелоны отправились в распоряжение Сталинградского фронта в этот же день. 25 июля, после разгрузки на станции Орловка северо-западнее Сталинграда дивизия вошла в состав 1-й танковой армии, получила приказ сосредоточиться в районе города Калач и занять одним полком оборону на участке совхоз «Победа Ильича», высота 160,4, высота 184,2. Выполняя эту боевую задачу, дивизия совершила длительный марш (95 — 100 км), подвергаясь беспрерывным атакам вражеской авиации и к вечеру 28 июля прибыла в район сосредоточения. 29 июля части дивизии начали переправу на правый берег реки Дон и к исходу следующего дня заняли район обороны. В ночь на 31 июля дивизия получила новый приказ о переходе в состав 64-й армии и занятии рубежа обороны: Тузово, Дубовский, Старомаксимовский, Новомаксимовский. Утром 2 августа, выполняя задачу по занятию обороны на новом рубеже, 3-й батальон 730-го стрелкового полка вступил в бой с численно превосходящим противником. Бой длился в течение четырёх часов, в результате противник был выбит из района Старомаксимовский и части дивизии заняли оборонительную полосу.

Сражение за Абганерово. Август 1942 года.

5 августа 1942 года дивизия получила приказ перейти в район Зеты, разъезд 74-й километр железной дороги имени К. Е. Ворошилова, для нанесения контрудара противнику. Совершив 150-километровый марш, части дивизии к 15.00 8 августа сосредоточились для наступления на рубеже: МТФ, совхоз имени Юркина, Кош (4636), балка большая Татарская и сходу вступили в бой. Две 45-мм батареи 193-го отдельного истребительно-противотанкового дивизиона, выдвинутые вперёд, 7 августа развернулись в боевые порядки и вступили в бой с 60 танками противника, поддерживая Орджоникидзевское пехотное училище. Танковая атака была отбита, противник оставил на поле боя шесть сожжённых и три подбитых танка.
9 августа 1942 года, после артподготовки дивизия совместно с 254-й танковой бригадой и курсантским полком Краснодарского училища начала наступление на части 14-й танковой, 29-й моторизованной пехотной и 297-й пехотной дивизий, в районе разъезда 74-й км. В результате двухдневных боёв противник был выбит на глубину 14 — 16 км, а дивизия смогла занять оборонительный рубеж по реке Мышкова.

## Состав
- 700-й стрелковый полк
- 706-й стрелковый полк
- 730-й стрелковый полк
- 657-й артиллерийский полк
- 193-й отдельный истребительно-противотанковый дивизион
- 166-я зенитная батарея
- 306-я разведывательная рота
- 372-й сапёрный батальон
- 583-й отдельный батальон связи
- 358-й медико-санитарный батальон
- 194-я отдельная рота химзащиты
- 514-я автотранспортная рота
- 356-я полевая хлебопекарня
- 833-й дивизионный ветеринарный лазарет
- 1487-я полевая почтовая станция
- 921-я полевая касса Госбанка[5][3]

## Подчинение
| На дату         | Фронт                 | Армия                     | Корпус |
| --------------- | --------------------- | ------------------------- | ------ |
| 01.10.1941 года | Дальневосточный фронт | 2-я Краснознамённая армия | -      |
| 01.11.1941 года | Дальневосточный фронт | 2-я Краснознамённая армия | -      |
| 01.12.1941 года | Дальневосточный фронт | 2-я Краснознамённая армия | -      |
| 01.01.1942 года | Дальневосточный фронт | 2-я Краснознамённая армия | -      |
| 01.02.1942 года | Дальневосточный фронт | 2-я Краснознамённая армия | -      |
| 01.03.1942 года | Дальневосточный фронт | 2-я Краснознамённая армия | -      |
| 01.04.1942 года | Дальневосточный фронт | 2-я Краснознамённая армия | -      |
| 01.05.1942 года | Дальневосточный фронт | 2-я Краснознамённая армия | -      |
| 01.06.1942 года | Дальневосточный фронт | 2-я Краснознамённая армия | -      |
| 01.07.1942 года | Дальневосточный фронт | 2-я Краснознамённая армия | -      |
| 1.08.1942 года  | Сталинградский фронт  | 64-я армия                | -      |
| 1.09.1942 года  | Юго-Восточный фронт   | 64-я армия                | -      |
| 1.10.1942 года  | Сталинградский фронт  | 64-я армия                | -      |
| 1.11.1942 года  | Сталинградский фронт  | 64-я армия                | -      |
| 1.12.1942 года  | Сталинградский фронт  | 64-я армия                | -      |
| 1.01.1943 года  | Донской фронт         | 64-я армия                | -      |
| 1.02.1943 года  | Донской фронт         | 64-я армия                | -      |
| 1.03.1943 года  | Воронежский фронт     | 64-я армия                | -      |

## Командиры
- Карнов, Андрей Павлович (01.10.1941 — 10.07.1942), полковник;
- Скворцов, Александр Васильевич (11.07.1942 — 01.03.1943), полковник, генерал-майор[7][8]

### Военные комиссары (с 9.10.1942 заместители командира дивизии по политической части)
- Колесник Алексей Петрович (04.10.1941 — 01.03.1943), старший батальонный комиссар, с 13.11.1942 подполковник, с 14.02.1943 полковник[9]

### Начальники штаба
- Слатов Георгий Павлович ( — 22.09.1942), подполковник (отстранён[10]);
- Герасимов Иван Степанович (22.09.1942 — 01.03.1943), майор, с 25.02.1943 подполковник

### Начальники политотдела
- Светлов Анатолий Ермолаевич (04.10.1941 — 20.11.1942), батальонный комиссар, с 13.11.1942 подполковник;
- Родионов Дмитрий Николаевич (10.12.1941 — 01.03.1943), подполковник[9]

## Отличившиеся воины дивизии
За успешные боевые действия, представлено к наградам 1550 человек, из них награждено 1443 человека.